# 北海道釧路方面公安委員会
北海道釧路方面公安委員会（ほっかいどうくしろほうめんこうあんいいんかい、英語：Hokkaido Kushiro Area Public Safety Commission）は、警察法の規定により北海道知事の所轄の下に置かれる北海道公安委員会の下位に属する行政委員会で、3人の委員をもって組織し北海道警察釧路方面本部を管理する。

## 所在地
北海道釧路市黒金町10丁目5番地1（北海道警察釧路方面本部庁舎内）

## 委　員
- 委員長
  - 木下正明／きのした　まさあき（神職）
    - 任期：令和6年10月29日～令和9年10月28日

- 委員
  - 川上義史／かわかみ　よしふみ（医師）
    - 任期：令和4年8月13日～令和7年8月12日

  - 荒井剛／あらい　ごう（弁護士）
    - 任期：令和5年7月29日～令和8年7月28日